# José Luis Torres-Pardo
José Luis Torres-Pardo (Córdoba, 30 de septiembre de 1928-Roldán, 24 de abril de 2023) fue un sacerdote católico argentino de origen español, fundador del «Instituto Cristo Rey» y de la «Legión de Cristo Rey» en la Provincia de Santa Fe, Argentina.

## Biografía
José Luis Torres-Pardo nació en Córdoba, España, el 30 de septiembre de 1928, hijo primogénito del teniente del Ejército español José Luis Torres-Pardo y Asas, y de Luisa Moya Portas.
Al finalizar sus estudios secundarios, comenzó la carrera de ingeniero agrónomo, en tanto que militaba en la juventud de la Acción Católica y en las Conferencias de San Vicente de Paúl.
El 13 de abril de 1948, ingresó en los Cooperadores Parroquiales de Cristo Rey, congregación fundada por el sacerdote jesuita Francisco de Paula Vallet.
El 6 de julio de 1958, recibió la ordenación sacerdotal en Digne, Francia, y ejerció los cargos de maestro de novicios y superior de la casa de su congregación en las cercanías de Madrid.
En 1968, fue enviado a Rosario, Argentina, en carácter de Superior local y regional de Argentina y Uruguay, donde conoció al arzobispo de Rosario, monseñor Guillermo Bolatti, quien lo designó profesor de Filosofía en el Seminario Arquidiocesano «San Carlos Borromeo».
En 1975, fundó la «Legión de Cristo Rey», con sus ramas masculina y femenina.
El 19 de marzo de 1981, monseñor Guillermo Bolatti firmó el documento de aprobación de la nueva «Comunidad de Cristo Rey». Más tarde, el 22 de enero de 1986, monseñor Jorge Manuel López, arzobispo de Rosario, ratificó este documento.
El 30 de abril de 1993, la «Legión de Cristo Rey» fue aprobada y unida definitivamente y de manera indivisible al «Instituto Cristo Rey».

## Muerte
Aquejado por cuestiones de salud, Torres-Pardo renunció al cargo de Superior General en 2011, recluyéndose en la Casa Madre del «Instituto Cristo Rey» de la ciudad de Roldán, su morada desde abril de 1981, lugar donde falleció el 24 de abril de 2023, a los 94 años.